# ゲオルク・リープシャー
ゲオルク・リープシャー（Georg Liebscher、1853年2月8日 - 1896年5月6日）は、明治時代にお雇い外国人として来日したドイツの地質学者である。姓はリープシェルとも表記される。

## 経歴・人物
マクデブルクに生まれ、ハレ大学で地質学を研究する。
卒業後の1880年（明治13年）、日本政府により来日した。農商務省（現在の農林水産省及び経済産業省）に雇われ、滞日していたエドムント・ナウマンと共に日本各地の土地調査にあたった。
しかし、ナウマンとの確執で辞任し帰国した。帰国後はイエナ大学で教鞭を執り、ゲッティンゲン大学の農学部長等を務めた。